# Samtgemeinde Niedernwöhren
La comunità amministrativa di Niedernwöhren (Samtgemeinde Niedernwöhren) si trova nel circondario della Schaumburg nella Bassa Sassonia, in Germania.

## Suddivisione
Comprende 6 comuni:
1. Lauenhagen
2. Meerbeck
3. Niedernwöhren
4. Nordsehl
5. Pollhagen
6. Wiedensahl (comune mercato)

Il capoluogo è Niedernwöhren.